# Federação de Voleibol do Iraque
A Federação de Voleibol do Iraque (em inglês: Iraqi Volleyball Federation, IVF) é  uma organização fundada em 1959 que governa a pratica de voleibol no Iraque, sendo membro da Federação Internacional de Voleibol e da Confederação Asiática de Voleibol, a entidade é responsável por  organizar  os campeonatos nacionais de  voleibol masculino e feminino no país.